# Emily McLaughlin
Emily McLaughlin (1 de diciembre de 1928 – 26 de abril de 1991) fue una actriz estadounidense, conocida por su prolongado papel de la enfermera Jessie Brewer en la telenovela General Hospital desde 1963 hasta 1991.

## Primeros años
McLaughlin nació en White Plains, Nueva York, donde su padre, Frederick C. McLaughlin, era alcalde. Se educó en el Middlebury College y, tras estudiar arte dramático, empezó a actuar en producciones de Broadway y off-Broadway.

## Carrera

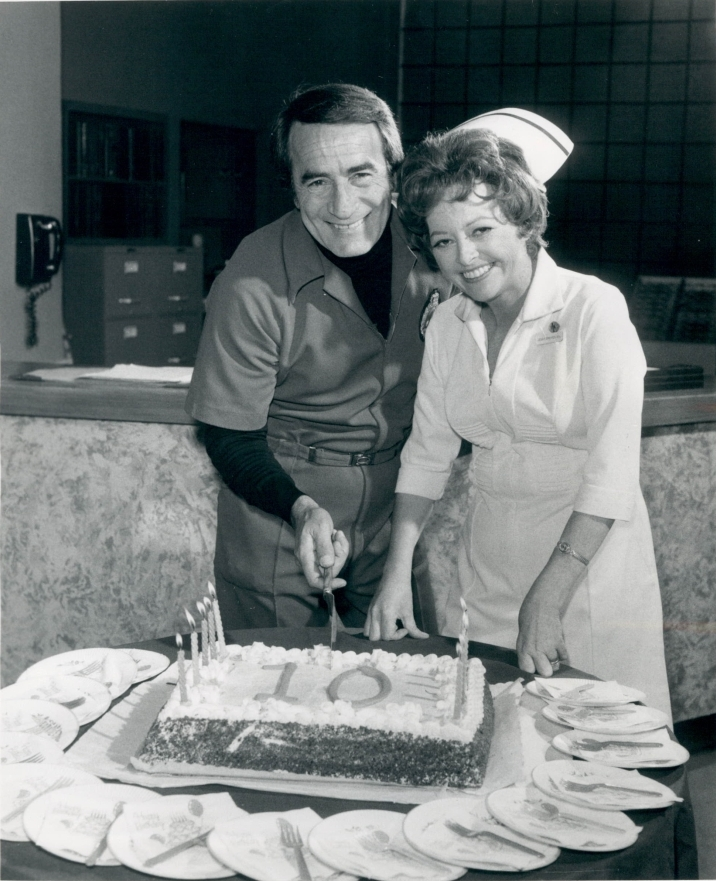
McLaughlin y John Beradino en el décimo aniversario de General Hospital, 1973

McLaughlin debutó en televisión en 1959, con el papel regular de Eileen Seaton en la telenovela diurna Young Doctor Malone. En 1961, se trasladó a Hollywood y empezó a aparecer como estrella invitada en los dramas antológicos The Twilight Zone, Studio One y Kraft Television Theatre.

### General Hospital
De 1963 a 1991, McLaughlin protagonizó la telenovela General Hospital en el papel de la enfermera Jessie Brewer. Fue una de las actrices principales originales de la serie. La enfermera Jessie Brewer pronunció la frase inicial del episodio de estreno, "Seventh floor, nurses station", frase que se convirtió en un elemento básico en los primeros años de la serie. La premisa original de la serie se centraba en el drama de la vida personal y las experiencias de Brewer y el doctor Steve Hardy en el Hospital General.

## Premios
En 1974, McLaughlin fue nominada al Globo de Oro a la mejor actriz de serie de televisión - Drama por su papel. Se convirtió en la primera y única actriz nominada a un Globo de Oro por un papel en una telenovela diurna.
Su personaje en General Hospital se vio cada vez menos durante la década de 1980. Aunque quería un trabajo estable y conservar su empleo, su débil salud se lo puso difícil. Finalmente fue degradada a la categoría de actriz diurna, pero conservó su puesto en la cima del reparto, sólo por detrás de John Beradino como el Dr. Steve Hardy. Hacia el final de su vida, sólo aparecía en la serie unas pocas veces al año, siendo su última aparición el 1 de marzo de 1991, cuando Jessie asistió al funeral de un personaje llamado Dawn Winthrop. El 26 de abril de 1991, McLaughlin murió de cáncer a los 62 años. Está enterrada junto a su segundo esposo Jeffrey Hunter, en el cementerio Glen Haven Memorial Park de Sylmar, California.

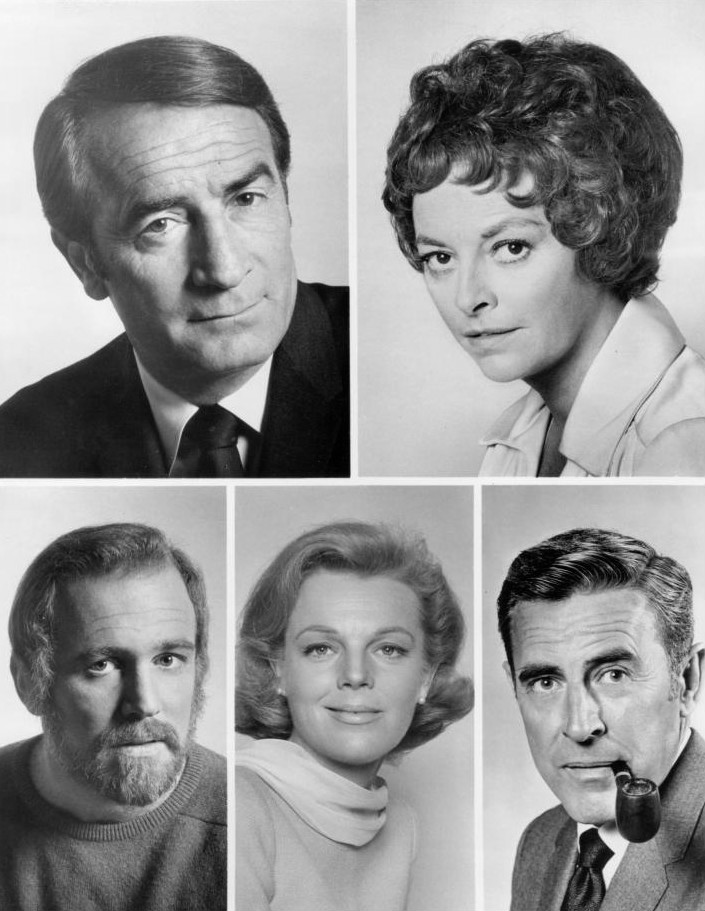
Reparto de General Hospital 1973 (arriba):John Beradino, Emily McLaughlin (abajo): Martin West, Rachel Ames, Peter Hansen

Tras su muerte, su compañero de reparto John Beradino anunció al final de un episodio de General Hospital que McLaughlin había muerto. Sin embargo, el personaje de Jessie Brewer nunca fue eliminado ni se hizo referencia a él; simplemente desapareció sin explicación. Hasta años más tarde, durante un episodio de aniversario, el Dr. Steve Hardy no mencionó que Jessie había muerto.

## Vida personal
McLaughlin estuvo casada con el actor Robert Lansing entre 1956–1968, con quien tuvo un hijo. Tras divorciarse, se casó con el actor Jeffrey Hunter en febrero de 1969. Tres meses después del matrimonio, Hunter murió de una hemorragia cerebral el 27 de mayo, a los 42 años.
El 26 de abril de 1991, McLaughlin murió de cáncer, a los 62 años. Está enterrada junto a su segundo marido, Jeffrey Hunter, en el cementerio Glen Haven Memorial Park de Sylmar, California.
En 1994, la hija de McLaughlin Mary Ann Anderson, escribió y publicó Portrait of a Soap Star: The Emily McLaughlin Story.

## Filmografía
| Year      | Title                 | Role                    | Notes                                                                                       |
| --------- | --------------------- | ----------------------- | ------------------------------------------------------------------------------------------- |
| 1959-1960 | Young Doctor Malone   | Dr. Eileen Seaton       | Serie regular                                                                               |
| 1960      | The Twilight Zone     | Doris Richards          | Episodio: "The Jungle"                                                                      |
| 1962      | Checkmate             | Sue Stoner              | Episodio: "The Bold and the Tough"                                                          |
| 1962      | The Eleventh Hour     | Myra Williams           | Episodio: "The Seventh Day of Creation"                                                     |
| 1963-1991 | General Hospital      | enfermera Jessie Brewer | Serie regular Nominada—Globo de Oro a la mejor actriz de serie de televisión - Drama (1974) |
| 1966      | The Man Who Never Was | Kleiner                 | Episodio: "Pay Now, Pray Later"                                                             |
| 1982      | Young Doctors in Love | Cameo                   |                                                                                             |

## Lectura adicional
- Don Keefer, "Emily McLaughlin's Life Story". Afternoon TV. septiembre de 1975, pp. 48–61.